# Еърбъс А400М
Airbus A400M е четиримоторен военно-транспортен самолет, произведен от европейския авиационен консорциум Airbus Military, подразделение на Airbus. Той е поръчан от поне 10 страни, за да замени техни по-стари модели военни транспортни самолети. Предназначен е да отговоря на изискванията на въздушните сили на Белгия, Франция, Германия, Италия, Испания, Турция и Обединеното кралство. Капацитетът му е 37 000 kg. A400M ще работи в много конфигурации: превоз на товари, транспорт на войски, медицинска евакуация, въздушно презареждане с гориво и електронно наблюдение.

## Техника
А400М се задвижва от четири двигателя, всеки с мощност от 11 000 к.с.. Крилата са изработени от материал с преобладаващо участие на въглеродни композити.

## Начало на производство
Плановете на Airbus са за производство на 30 самолета годишно. Доставката на първите самолети от модела трябва да се осъществи през 2012 г.
|  | Уикипедия разполага с Портал:Авиация |

1. ↑  web.archive.org //   Посетен на 10 декември 2024 г.
2. ↑  www.airbus-group.com //   Посетен на 10 декември 2024 г.